# Christian (Serimunt)
Christian († 15. Juni 950) war ein sächsischer Graf mit Herrschaftsrechten im Nordthüringgau und dem benachbarten Schwabengau. Zum Jahr 945 wird er als Markgraf im bis dahin sorbischen Gau Serimunt erwähnt.
Über Christians Herkunft ist nichts bekannt. Mit Hidda, der Schwester des Markgrafen Gero, hatte er mindestens zwei Söhne: Thietmar, ab 965 Markgraf der Mark Meißen, und Gero, von 969 bis 976 Erzbischof von Köln.
Christian wird erstmals zum Jahr 937 in Urkunden König Ottos I. als einer von mehreren Grafen im Nordthüringgau und im Schwabengau erwähnt. In einem wohl ebenfalls aus dem Jahr 937 stammenden Gruppeneintrag von Namen im Reichenauer Verbrüderungsbuch nimmt Christian die Spitzenstellung ein. Da der Eintrag mit den Namen von Christian, seiner Ehefrau Hidda und den beiden Söhnen Thietmar und Gero beginnt, geht Gerd Althoff davon aus, dass es sich um Verwandte und Freunde Christians handelt. Zu ihnen gehörten neben dem Markgrafen Gero und seiner Frau Judith deren Kinder Siegfried und Gero sowie der sächsische Graf Billing. Um eine sehr frühe Erwähnung Christians könnte es sich bei dem gleichnamigen Vogt des Klosters Hersfeld in einer königlichen  Urkunde aus dem Jahr 933 handeln.
Im Jahr 945 erhielt er im Gau Serimunt von König Otto I. Landgüter zu Steno und Kühnau als Eigengut geschenkt, ein Privileg, das dort zu dieser Zeit ausschließlich Angehörigen der königlichen Familie vorbehalten war. Das rechts der Saale gelegene Gau Serimunt war ursprünglich sorbisches Herrschaftsgebiet und erst wenige Jahre zuvor unter sächsische Herrschaft gelangt. In der Schenkungsurkunde vom 1. Mai 945 wird Christian als unser Markgraf in diesem Gau bezeichnet. Ob damit eine übergeordnete Stellung verbunden war, ist unklar. Am 11. Juni 945 schenkte Otto I. den Brüdern Folkmar und Richbert vier an der Fuhne gelegene Ortschaften in der Grafschaft des Grafen Christians. Hier wird der Titel des Markgrafen nicht explizit wiederholt, vielleicht auch, weil Christian nicht der Beschenkte war. Zudem kennen die erzählenden Quellen keinen Markgrafen Christian. Erst der Annalista Saxo verwendet im 12. Jahrhundert zum Jahr 945 für Christian den Markgrafentitel.
Die Forschung geht davon aus, dass Christian spätestens im Jahr 950 verstorben ist. Denn im Folgejahr übte bereits sein Sohn Thietmar die Grafenrechte im Serimunt aus. Allerdings überträgt ein Christian für Hidda (pro Hiddone) im zweiten Teil der Corveyer Traditionen und damit nach 963 Besitz in Balahornem bei Halberstadt an das Kloster Corvey. Sicher bekannt ist der 15. Juni als Todestag Christians. Zunächst verzeichnet das Nekrolog der Kirche St. Michael in Lüneburg den Tod eines „Christin com.“, also eines Grafen Christian, für den 15. Juni und den 5. November, allerdings ohne Jahresangabe. Im Reichenauer Verbrüderungsbuch findet sich dann ein Parallelbeleg für den 15. Juni, der eindeutig Christian betrifft. Christians Söhne Thietmar und Gero von Köln stifteten zum Gedenken an ihren Vater 970 das Kloster Thankmarsfelde, das bald darauf nach Nienburg (Saale) (Nordthüringgau) nahe der westlichen Grenze von Serimunt verlegt wurde, wo es als Kloster Nienburg zur Grablege einer sich auf Christian als Stammvater berufenden Sippe wurde.
Fast 70 Jahre nach Christians Tod berichtet Thietmar von Merseburg, Otto der Große habe „den bewährten Grafen“ Christian und andere Vertraute neben dem Magdeburger Dom beisetzen lassen, in dem sich der König selbst schon zu Lebzeiten die Grabstätte zu bereiten wünschte. Daraus und aus der verwandtschaftlichen Nähe Christians zum Markgrafen Gero wird von der Forschung abgeleitet, dass Christians Herkunft und seine politische Bedeutung weit über das hinaus ging, was sich aus den wenigen Quellen unmittelbar entnehmen lässt. Nicht mehr vertreten wird heute die Auffassung, Christian habe dem militärischen Oberbefehl des Markgrafen Gero unterstanden. Zum einen fehlt es dafür an Belegen, zum anderen gelten auf Dauer angelegte hierarchische Strukturen innerhalb des sächsischen Adels bereits in der ersten Hälfte des 10. Jahrhunderts nach heutigem Kenntnisstand als zweifelhaft.